# Mbuya Dyoko
Mbuya Beulah Dyoko, conocida como Mbuya Dyoko ( Zvimba, 23 de noviembre de 1944 – Chitungwiza, 26 de mayo de 2013) fue un músico zimbabuense.

## Biografía
Born in Zvimba, Dyoko es conocida por su canción "Makuwerere", y se convirtió en la primera mujer insrumentista de calimba en grabar las cacniones en la década de los 60. En junio de 2005, mientras estaba haciendo una gira por los Estados Unidos, como efecto colateral de la Operación Murambatsvina, su cabaña fue destruida y, empujada por el estrés psicológico, se volvió alcohólica. Más tarde fue diagnosticada con una cirrosis hepática y, cuando fue tratada por especialistas estadounidenses, sufrió lesiones graves (incluida la pérdida de sus dientes).) y murió en su casa en Chitungwiza.